# Album con le migliori prestazioni nella Billboard 200 negli anni 1980
Le seguenti liste elencano i dieci album più venduti negli Stati Uniti d'America durante ogni singolo anno del penultimo decennio del XX secolo, secondo i dati raccolti dalla rivista Billboard. Le liste di seguito riportate corrispondono alle prime dieci posizioni delle classifiche di fine anno dei vari anni della Billboard 200, la Billboard 200 Year-End, le quali sono basate su un sistema a punti popolato dalle settimane passate nella classifica, la posizione massima raggiunta, le vendite e gli airplay. In considerazione dei vari parametri utilizzati, l’album con le migliori prestazioni non necessariamente coincide con l’album più venduto.

## 1980
| Posizione | Titolo                   | Artista                         | Fonte |
| --------- | ------------------------ | ------------------------------- | ----- |
| 1         | The Wall                 | Pink Floyd                      | [ 1 ] |
| 2         | The Long Run             | Eagles                          | [ 1 ] |
| 3         | Off the Wall             | Michael Jackson                 | [ 1 ] |
| 4         | Glass Houses             | Billy Joel                      | [ 1 ] |
| 5         | Damn the Torpedoes       | Tom Petty and the Heartbreakers | [ 1 ] |
| 6         | Against the Wind         | Bob Seger                       | [ 1 ] |
| 7         | In the Heat of the Night | Pat Benatar                     | [ 1 ] |
| 8         | Eat to the Beat          | Blondie                         | [ 1 ] |
| 9         | In Through the Out Door  | Led Zeppelin                    | [ 1 ] |
| 10        | Kenny                    | Kenny Rogers                    | [ 1 ] |

## 1981
| Posizione | Titolo            | Artista                | Fonte |
| --------- | ----------------- | ---------------------- | ----- |
| 1         | Hi Infidelity     | REO Speedwagon         | [ 2 ] |
| 2         | Double Fantasy    | John Lennon & Yōko Ono | [ 2 ] |
| 3         | Greatest Hits     | Kenny Rogers           | [ 2 ] |
| 4         | Christopher Cross | Christopher Cross      | [ 2 ] |
| 5         | Crimes of Passion | Pat Benatar            | [ 2 ] |
| 6         | Paradise Theater  | Styx                   | [ 2 ] |
| 7         | Back in Black     | AC/DC                  | [ 2 ] |
| 8         | Voices            | Hall & Oates           | [ 2 ] |
| 9         | Zenyatta Mondatta | The Police             | [ 2 ] |
| 10        | The River         | Bruce Springsteen      | [ 2 ] |

## 1982
| Posizione | Titolo                               | Artista           | Fonte |
| --------- | ------------------------------------ | ----------------- | ----- |
| 1         | Asia                                 | Asia              | [ 3 ] |
| 2         | Beauty and the Beat                  | The Go-Go's       | [ 3 ] |
| 3         | 4                                    | Foreigner         | [ 3 ] |
| 4         | American Fool                        | John Mellencamp   | [ 3 ] |
| 5         | Freeze Frame                         | The J. Geils Band | [ 3 ] |
| 6         | Escape                               | Journey           | [ 3 ] |
| 7         | Get Lucky                            | Loverboy          | [ 3 ] |
| 8         | Bella Donna                          | Stevie Nicks      | [ 3 ] |
| 9         | Chariots of Fire Original Soundtrack | Vangelis          | [ 3 ] |
| 10        | Ghost in the Machine                 | The Police        | [ 3 ] |

## 1983
| Posizione | Titolo                        | Artista            | Fonte |
| --------- | ----------------------------- | ------------------ | ----- |
| 1         | Thriller                      | Michael Jackson    | [ 4 ] |
| 2         | Business as Usual             | Men at Work        | [ 4 ] |
| 3         | Synchronicity                 | The Police         | [ 4 ] |
| 4         | H2O                           | Hall & Oates       | [ 4 ] |
| 5         | 1999                          | Prince             | [ 4 ] |
| 6         | Lionel Richie                 | Lionel Richie      | [ 4 ] |
| 7         | Jane Fonda's Workout Record   | Jane Fonda         | [ 4 ] |
| 8         | Pyromania                     | Def Leppard        | [ 4 ] |
| 9         | Kissing to Be Clever          | Culture Club       | [ 4 ] |
| 10        | Olivia's Greatest Hits Vol. 2 | Olivia Newton-John | [ 4 ] |

## 1984
| Posizione | Titolo                        | Artista                 | Fonte |
| --------- | ----------------------------- | ----------------------- | ----- |
| 1         | Thriller                      | Michael Jackson         | [ 5 ] |
| 2         | Sports                        | Huey Lewis and the News | [ 5 ] |
| 3         | Can't Slow Down               | Lionel Richie           | [ 5 ] |
| 4         | An Innocent Man               | Billy Joel              | [ 5 ] |
| 5         | Colour by Numbers             | Culture Club            | [ 5 ] |
| 6         | 1984                          | Van Halen               | [ 5 ] |
| 7         | Eliminator                    | ZZ Top                  | [ 5 ] |
| 8         | Synchronicity                 | The Police              | [ 5 ] |
| 9         | Footloose Original Soundtrack | AA.VV.                  | [ 5 ] |
| 10        | Seven and the Ragged Tiger    | Duran Duran             | [ 5 ] |

## 1985
| Posizione | Titolo                               | Artista                   | Fonte |
| --------- | ------------------------------------ | ------------------------- | ----- |
| 1         | Born in the U.S.A.                   | Bruce Springsteen         | [ 6 ] |
| 2         | Reckless                             | Bryan Adams               | [ 6 ] |
| 3         | Like a Virgin                        | Madonna                   | [ 6 ] |
| 4         | Make It Big                          | Wham!                     | [ 6 ] |
| 5         | Private Dancer                       | Tina Turner               | [ 6 ] |
| 6         | No Jacket Required                   | Phil Collins              | [ 6 ] |
| 7         | Beverly Hill Cop Original Soundtrack | AA.VV.                    | [ 6 ] |
| 8         | Suddenly                             | Billy Ocean               | [ 6 ] |
| 9         | Purple Rain                          | Prince and The Revolution | [ 6 ] |
| 10        | Songs from the Big Chair             | Tears for Fears           | [ 6 ] |

## 1986
| Posizione | Titolo                    | Artista             | Fonte |
| --------- | ------------------------- | ------------------- | ----- |
| 1         | Whitney Houston           | Whitney Houston     | [ 7 ] |
| 2         | Heart                     | Heart               | [ 7 ] |
| 3         | Scarecrow                 | John Mellencamp     | [ 7 ] |
| 4         | Afterburner               | ZZ Top              | [ 7 ] |
| 5         | Brothers in Arms          | Dire Straits        | [ 7 ] |
| 6         | Control                   | Janet Jackson       | [ 7 ] |
| 7         | Welcome to the Real World | Mr. Mister          | [ 7 ] |
| 8         | Promise                   | Sade                | [ 7 ] |
| 9         | No Jacket Required        | Phil Collins        | [ 7 ] |
| 10        | Primitive Love            | Miami Sound Machine | [ 7 ] |

## 1987
| Posizione | Titolo            | Artista                     | Fonte |
| --------- | ----------------- | --------------------------- | ----- |
| 1         | Slippery When Wet | Bon Jovi                    | [ 8 ] |
| 2         | Graceland         | Paul Simon                  | [ 8 ] |
| 3         | Licensed to Ill   | Beastie Boys                | [ 8 ] |
| 4         | The Way It Is     | Bruce Hornsby and the Range | [ 8 ] |
| 5         | Control           | Janet Jackson               | [ 8 ] |
| 6         | The Joshua Tree   | U2                          | [ 8 ] |
| 7         | Fore!             | Huey Lewis and the News     | [ 8 ] |
| 8         | Night Songs       | Cinderella                  | [ 8 ] |
| 9         | Rapture           | Anita Baker                 | [ 8 ] |
| 10        | Invisible Touch   | Genesis                     | [ 8 ] |

## 1988
| Posizione | Titolo                            | Artista         | Fonte |
| --------- | --------------------------------- | --------------- | ----- |
| 1         | Faith                             | George Michael  | [ 9 ] |
| 2         | Dirty Dancing Original Soundtrack | AA.VV.          | [ 9 ] |
| 3         | Hysteria                          | Def Leppard     | [ 9 ] |
| 4         | Kick                              | INXS            | [ 9 ] |
| 5         | Bad                               | Michael Jackson | [ 9 ] |
| 6         | Appetite for Destruction          | Guns N' Roses   | [ 9 ] |
| 7         | Out of the Blue                   | Debbie Gibson   | [ 9 ] |
| 8         | Richard Marx                      | Richard Marx    | [ 9 ] |
| 9         | Tiffany                           | Tiffany         | [ 9 ] |
| 10        | Permanent Vacation                | Aerosmith       | [ 9 ] |

## 1989
| Posizione | Titolo                    | Artista               | Fonte  |
| --------- | ------------------------- | --------------------- | ------ |
| 1         | Don't Be Cruel            | Bobby Brown           | [ 10 ] |
| 2         | Hangin' Tough             | New Kids on the Block | [ 10 ] |
| 3         | Forever Your Girl         | Paula Abdul           | [ 10 ] |
| 4         | New Jersey                | Bon Jovi              | [ 10 ] |
| 5         | Appetite for Destruction  | Guns N' Roses         | [ 10 ] |
| 6         | The Raw & the Cooked      | Fine Young Cannibals  | [ 10 ] |
| 7         | G N' R Lies               | Guns N' Roses         | [ 10 ] |
| 8         | Traveling Wilburys Vol. 1 | Traveling Wilburys    | [ 10 ] |
| 9         | Hysteria                  | Def Leppard           | [ 10 ] |
| 10        | Girl You Know It's True   | Milli Vanilli         | [ 10 ] |